# Tipula puncticornis
Tipula puncticornis är en tvåvingeart som beskrevs av Pierre Justin Marie Macquart 1850.
Tipula puncticornis ingår i släktet Tipula och familjen storharkrankar. Inga underarter finns listade i Catalogue of Life.